# Technoavia Ryssatchok
 (février 2023).
Dimensions
Le Ryssatchok (en russe : Рысачок) est un avion bimoteur léger conçu par la firme Technoavia (en russe : Техноавиа) et construit en Russie par le Centre national de recherche et de production Progress, créé en 2005, situé à Samara et constructeur des fusées Soyouz. En cours de tests, sa certification est prévue en 2012.

## Développement
Le programme a été lancé en 2006. D'abord conçu comme un avion d'entraînement il a ensuite été considéré comme un avion utilitaire capable de remplacer l'Antonov An-2 pour des missions diverses : médicales, de surveillance, de transport léger.
C'est un monoplan classique à aile basse, biturbopropulseur. Le fuselage a une section relativement rectangulaire et dispose de deux portes d'accès pour le pilote et cinq hublots rectangulaires de chaque côté. Sur le côté gauche le quatrième hublot est remplacé par une large porte coulissante destinée au chargement. L'avion, non pressurisé, dispose de dix-neuf sièges dans sa version passagers. Dans la version entraînement, ce sont neuf élèves/instructeurs qui peuvent être installés derrière des consoles de contrôle. Dans sa version évacuation médicale, outre l'assistant, six patients instrumentés peuvent être installés.
Les prototypes sont motorisés par deux turbopropulseurs Walter M601F tchèque de 580 kW (778 ch) alors que les appareils de série disposeront de General Electric H80 de 596 kW (800 ch)  chacun. Le Ryssatchok est équipé d'un glass cockpit Garmin et d'un train tricycle rentrant avec les deux trains principaux monoroue.
Le premier vol a eu lieu le 3 décembre 2010. Depuis mi-2011, cinq cellules ont été construites, financées par un contrat avec l'école d'aviation civile d'Oulianovsk signé en juin 2007 pour un montant de 25 millions dollars US. Deux sont utilisées pour les tests statiques, deux pour l'Institut aéronautique TsAGI et le cinquième prototype réalise les tests nécessaires à la certification prévue en 2012. En 2008, une trentaine de commandes d'une agence de transport russe étaient annoncées mais plus récemment en 2011, aucune commande ferme ne semble avoir été confirmée.